# 姚最
姚最（536年—602年），字士會，吳興郡武康縣人，北周至隋的學者、官僚。撰有《梁後略》十卷。

## 生平
姚僧垣的次子。幼年聰敏，長大後博通經史，尤好著述。十九歲時，隨父親姚僧垣入關。